# Эколампадий, Иоганн
Иоганн Эколампадий (нем. Johannes Oecolampadius; 1482—1531) — немецкий гуманист и реформатор, протестантский теолог, знаток древних языков; пытался примирить Лютера и Цвингли.

## Имя
Эколампадий (от др.-греч. οἶκος λαμπάς) — греческая калька его подлинной фамилии Хаусшайн (нем. Haus Schein — «дом свет»).

## Деятельность
Учился праву, богословию и древним языкам — греческому и еврейскому под руководством Рейхлина. Помогал Эразму в его изучении Нового Завета.
Сначала он был воспитателем детей курфюрста пфальцского, потом священником в разных местах, пока не переселился окончательно в Базель (1523). В это время он уже был ревностным сторонником церковной реформации. Попытка его примирить Лютера и Цвингли не имела успеха; зато он успешно распространял протестантизм в других городах.
В теологических спорах проявил большую умеренность. После него остались многочисленные комментарии на разные книги Священного Писания и богословские трактаты о таинстве причащения, а также и катехизис, который позже был принят в реформатской церкви.

## Труды
- Theophylactus Bulgarensis. … In quatuor Evangelia enarrationes … / [I.Oecolampadio interpr.] … — [Köln : P.Quentel?], 1528.